# 平川彰
平川 彰（1915年1月21日—2002年3月31日），生於日本愛知縣，佛教研究者，專長於梵文文獻，為東京大學名譽教授，日本學士院會員。

## 生平
1941年，畢業於東京帝國大學印度哲學梵文學科。成為北海道大學助理教授，之後取得東京大學文學博士學位。
1967年，成為東京大學印度哲學科教授。在此任教，直到1976年退休。期間曾任早稻田大學教授。1996年成為國際佛教學大學院大學教授。1993年成為日本學士院會員。

## 著作
《印度佛教史》，釋大田譯，商周出版，2019年。